# خوزه آنتونیو لاماس
خوزه آنتونیو لاماس (انگلیسی: José Antonio Llamas؛ زادهٔ ۲۸ فوریهٔ ۱۹۸۵) بازیکن فوتبال اهل اسپانیا است.
از باشگاه‌هایی که در آن بازی کرده‌است می‌توان به باشگاه فوتبال بارسلونا سی، باشگاه فوتبال اوئسکا، باشگاه فوتبال بارسلونا بی، باشگاه فوتبال لگانس، و باشگاه فوتبال گرانادا اشاره کرد.
وی همچنین در تیم‌های ملی فوتبال زیر ۱۷ سال اسپانیا و زیر ۱۹ سال اسپانیا بازی کرده‌است.